# Edmond Bourlier
Edmond Jules Bourlier, francoski dirkač, * 5. oktober 1895, Boulogne-Billancourt, Francija, † 25. marec 1936, Puteaux, Francija.
Edmond Bourlier je na dirkah za Veliko nagrado prvič sodeloval v sezoni 1923, ko je na dirki Coupe des Voiturettes z dirkalnikom Talbot 70 v tovarniškem moštvu Automobiles Talbot odstopil. Že na svoji drugi dirki za Veliko nagrado Ouvertura v razredu Voiturette v naslednji sezoni 1924 pa je dosegel svoj prvi večji uspeh s tretjim mestom. Pred sezono 1926 je prestopil v tovarniško moštvo Automobiles Delage in že na prvi dirki z novim moštvo, prvenstveni dirki za Veliko nagrado San Sebastiána, ki je imela častni naziv Velika nagrada Evrope, je z dirkalnikom Delage 15S8 osvojil drugo mesto z Robertom Sénechalom. V naslednji sezoni 1927, ki je bila njegova daleč najboljša v karieri, je dosegel še tri uvrstitve na stopničke na prvenstvenih dirkah, drugi mesti na dirkah za Veliko nagrado Francije in Veliko nagrado Velike Britanije ter tretje mesto na dirki za Veliko nagrado Španije. Po koncu sezone je moštvo zapustil, kot privatnik pa ni več dosegal takih uspehov, edini dober rezultat je dosegel s petim mestom na dirki za Veliko nagrado San Sebastiána v sezoni 1929 z dirkalnikom Bugatti T35B. Po dirki za 24 ur Le Mansa 1930, na kateri je odstopil, se je upokojil kot dirkač.